# Rodzinny niedobór acylotransferazy lecytynowo-cholesterolowej
Rodzinny niedobór acylotransferazy lecytynowo-cholesterolowej (niedobór LCAT) (ang. lecithin cholesterol acyltransferase deficiency, LCAT deficiency, Norum disease) – rzadka choroba genetyczna dziedziczona w sposób autosomalny recesywny, charakteryzująca się brakiem acylotransferazy lecytynowo-cholesterolowej. Jest to enzym, który w normalnych warunkach estryfikuje cholesterol w osoczu.
Charakteryzuje się zwiększeniem stężenia VLDL i LDL w osoczu krwi.

## Objawy
- zmętnienie rogówki
- niewydolność nerek
- niewydolność wątroby
- niedokrwistość
- przedwczesna miażdżyca

## Odmiany
- klasyczny (całkowity) niedobór LCAT
- częściowy niedobór LCAT - choroba rybich oczu

## Leczenie
Dieta z ograniczeniem tłuszczu.